# Rudolf Urbantschitsch
Rudolf Alois Franz Urbantschitsch, auch Rudolf von Urban, Rudolf Urban von Urbantschitsch (* 28. April 1879 in Wien; † 18. Dezember 1964 in Carmel, Kalifornien) war ein österreichisch-amerikanischer Psychoanalytiker, Mediziner und Schriftsteller.

## Leben
Sein Vater war der Wiener Hals-Nasen-Ohrenarzt Viktor Urbantschitsch (1847–1921). Rudolf Urbantschitsch besuchte das Theresianum in Wien und studierte anschließend in dieser Stadt Medizin. Er arbeitete als Assistenzarzt in der Kuranstalt Konried in Edlach an der Rax und später leitete er die Wiener Klinik von Carl von Noorden, die er in einem Teil der Räumlichkeiten des Sanatorium Loew eingerichtet hatte.  Ungewöhnlich für sein Alter und mit Hilfe des Thronfolgers Franz Ferdinand von Österreich-Este konnte er am 1. Oktober 1908 im 18. Gemeindebezirk Währing das Cottage-Sanatorium für Nerven- und Stoffwechselkranke (Baupläne von Hans Kazda) eröffnen. Diese Luxusheilanstalt war ein Anziehungspunkt für Patienten aus der ganzen Welt und er blieb 1920 ihr Direktor. Zuerst übernahm er die Hälfte Kazdas, dann verkaufte er dieses an modernen Behandlungsmethoden ausgerichtete Institut 1922; es bestand bis 1940.
1908 stieß Urbantschitsch zur 1902 von Sigmund Freud gegründeten  Psychologischen Mittwoch-Gesellschaft, in der er sich mit der Psychoanalyse und den Ideen von Freud, Paul Federn, Wilhelm Stekel, Otto Rank, Sándor Ferenczi und anderen Teilnehmern dieser Gesellschaft auseinandersetzte. Im selben Jahr entstand aus der Mittwoch-Gesellschaft die Wiener Psychoanalytische Vereinigung, deren Mitglied er wurde. Obwohl eine frühe Bekanntschaft vorhanden war, wandte er sich erst nach 1920 hauptsächlich der Psychoanalyse zu.
1936 ging Urbantschitsch in die USA, wo er als behandelnder Psychoanalytiker, Lehranalytiker und Publizist wesentlich zu der Popularisierung der Psychoanalyse und ihrer US-amerikanischen Ausprägung beitrug. Der Psycho-Analysis for All (zuerst 1928) kam dabei eine Schlüsselrolle zu. 1943 wurde er in den Vereinigten Staaten als Rudolf von Urban eingebürgert.
Urbantschitsch prägte den Satz: „Die Neurose ist das Wappen der Kultur.“
Er war in erster Ehe mit Friederike Persicaner verheiratet. Aus dieser Ehe gingen zwei Kinder hervor. Nachdem der Sohn Suizid begangen hatte, überredete er seine Tochter, sich sterilisieren zu lassen, um die Gene der Mutter nicht weiterzugeben. Wegen Unauflöslichkeit der Ehe konnte er sich erst in der Ersten Republik scheiden lassen. Ab 1920 war er mit der Schauspielerin Maria Mayen verheiratet, mit der er eine Tochter hatte: Elisabeth Urbancic. Diese Ehe wurde durch Aufhebung des Scheidungsrechts annulliert. Nach seiner Emigration heiratete er in Kalifornien ein drittes Mal, diesmal die aus Kanada stammende Virginia Jacqueline McDonald. 
Seine Tochter Elisabeth war die Mutter von Christoph Waltz, wodurch Urbantschitsch der Großvater des Oscar-prämierten Schauspielers ist. Er war der Onkel des Komponisten und Dirigenten Victor Urbancic.

### Beziehung zu Stefanie Bachrach
Unter dem Pseudonym Georg Gorgone publizierte er im November 1925, auf 1926 vordatiert, einen Roman, Julia. Roman einer Leidenschaft. In diesem Schlüsselroman behandelt er seine Beziehung zur Krankenpflegerin Stefanie Bachrach (1887–1917), mit der er eine außereheliche Affäre hatte. Sie war mit Arthur Schnitzler befreundet (er figuriert im Roman als „Adolf Schutter“) und dessen Tagebuch hält die Stationen der Beziehung fest, samt dem Ende, das er vorahnt. Sie nahm sich am 16. Mai 1917 das Leben. Elemente von ihr flossen auch in Schnitzlers Novelle Fräulein Else ein.

## Schriften
- Die innere Sekretion und deren bestimmender Einfluss auf unser körperliches und seelisches Leben: Vortrag, gehalten am 20. Mai 1921 in der philosophischen Gesellschaft der Universität Wien. Heller, Wien/Leipzig 1922.
- Psychoanalyse: Ihre Bedeutung und ihr Einfluss auf Jugenderziehung, Kinderaufklärung, Berufs- und Liebeswahl. Vortr. An Beispielen aus dem Leben. Perles, Wien 1924 (überarbeitet 1928 in englischer Übersetzung als Psycho-Analysis for All bei Daniel in London erschienen).
- Moderne Kindererziehung nach psychoanalytischen Erfahrungen: Vortrag. Perles, Wien 1925.
- Selbsterkenntnis mit Hilfe der Psychoanalyse: An Fällen aus der psychoanalytischen Praxis gemeinverständlich dargestellt. Vortrag, gehalten in der Wiener Urania am 14. Jänner 1926. Perles, Wien 1926.
- Georg Gorgone: Julia. Roman einer Leidenschaft. Rikola, Wien 1926.
- Das Problem der Seele im psychoanalytischer Beleuchtung. Vortrag. Perles, Wien 1926.
- Wege zur Lebensfreude: Alte Lebensweisheit unter neuen Gesichtspunkten. Vortrag geschöpft aus praktischen Erfahrungen. Perles, Wien 1927.
- Vorwort zu: Kurt Sonnenfeld: Der rote Schleier. Roman. Salzer, Wien 1927.
- Die Probeehe: Aus der Praxis – Für die Praxis. Phaidon, Wien 1929.
- Praktische Lebenskunde: Vom Weltall zum Ich. Amalthea, Wien 1930.
- Rudolf von Urban: Myself not least. A confessional autobiography of a psychoanalyst and some explanatory history cases. Jarrolds, London 1958.
- Rudolf Urban von Urbantschitsch: Sexuelle Erziehung von der Kindheit bis zur Ehe: Neue Wege zu einem vollkommenen Geschlechtsleben und einer glücklichen Ehe. Czerny, Wien 1951 (Sex Perfection and Marital Happiness. Dial Press, New York 1949)
- Rudolf von Urban: Das unbewusste Leben. Amandus, Wien 1963 (Beyond human knowledge: A consideration of the unexplained in man and nature. Rider, London 1958).